# Ключ 29
Ключ 29 (кит. иер. 又) со значением «ещё», двадцать пятый по порядку из 214 традиционного списка иероглифических ключей, используемых при написании китайских иероглифов.

## Описание
Юбу, или йоубу (кит. 又部 , yòubù), японское название мата (яп. また), корейское название таубу (кор. 또우부) — 29-й ключ Канси, относится к группе двухчертных иероглифов (кит. эрхуа), графически является омоглифом буквы Оу чжуинь. В словаре И. М. Ошанина у иероглифа «ю» 6 значений. Первое значение слово «опять», древнее значение — «правая рука».
При написании данного иероглифа используется 2 черты.

## История
На древней идеограмме показаны условно пальцы, таким образом внимание концентрировалось на кисти руки.
В современном языке иероглиф в первоначальном значении практически не употребляется (может обозначать «правая рука») и используется в качестве наречий: «снова, вновь, опять, ещё раз, сверх того, в придачу» и др., а также некоторых союзных слов.
В качестве ключевого знака иероглиф мало употребляется.
В словарях находится под номером 29.

## Примеры иероглифов
| Доп. черты | Примеры        |
| ---------- | -------------- |
| 0          | 又             |
| 1          | 叉             |
| 2          | 及 友 双 反 収 |
| 3          | 叏 叐          |
| 4          | 发 叒          |
| 5          | 叓             |
| 6          | 叔 叕 取 受 变 |
| 7          | 叙 叚 叛 叜 叝 |
| 8          | 叞 叟          |
| 11         | 叠             |
| 14         | 叡             |
| 16         | 叢             |